# Немисливо
Немисливо (пали: acinteyya) је будистички појам за ствари које су непојмљиве, незамисливе, недокучиве. То су вечна филозофска питања о настанку и трајању света, односу ума и тела и судбини ослобођеног (Татагате) после смрти.

## Отворена питања
Пали канон преноси да је један од Будиних ученика био незадовољан јер Буда није одговорио на следећа питања:
Постоје гледишта о којима се Блажени није изјаснио, него их занемарује и одбацује. То су гледишта: ‘овај свет је вечан’ и ‘овај свет није вечан’; ‘овај свет је коначан’ и ‘овај свет је бесконачан’; ‘душа и тело су једно те исто’ и ‘душа и тело су различити’; ‘Татагата постоји после смрти’, ‘Татагата не постоји после смрти’, ‘Татагата и постоји и не постоји после смрти’ и ‘Татагата нити постоји, нити не постоји после смрти’.

## Будино неодговарање
Буда је назвао немисливим оне ствари, о којима без обзира колико мислили, то неће довести до јасног разумевања.
Постоје четири незамисливе ствари, о којима се не може мислити, а ако неко о њима ипак размишља може само да полуди или постане потпуно збуњен. Које четири? Размишљање о дубини Будиног разумевања, размишљање о дубини нечијег медитативног стања, размишљање о детаљима функционисања закона камме и размишљање о постанку овога света.— Буда
О овим стварима не треба мислити јер одвлаче од праксе, отежавају постизање ослобођења, па чак могу донети лудило ономе ко се упорно њима бави:
Настанак овога света јесте једна недокучива ствар око које не треба лупати главу, јер ће она донети лудило и невољу свакоме ко је њом заокупљен.— Буда
Такође, Буда је одговарао да питање о сврси нирване превазилази границу смисла. Аскетски живот, ишчезава у нирвани (утрнућу), то му је сврха и крај. Стога, нека гледишта треба једноставно одложити на страну, јер доносе патњу:
Спекулативна гледишта (свет је вечан, свет није вечан, свет је бесконачан, свет је коначан, душа и тело су исто, душа и тело су различито, после смрти ослобођени постоји, после смрти ослобођени не постоји…) јесу читаво шипражје гледишта, џунгла гледишта, искривљење, колебање, оков гледишта. Она су оптерећена патњом, јадом, очајем и грозницом, не воде трежњењу, хлађењу, стишавању, миру, непосредном знању, пробуђењу, нирвани. Спекулативна гледишта је Ослобођени одложио на страну.— Буда
Када је монах Малункјапута, узнемирен чињеницом да Буда никако не разјашњава такозвана ”велика питања”, затражио од Буде да се изјасни или ће напустити заједницу, добио је следећи одговор: 
То је као када би човек, рањен отровном стрелом, док се његова фамилија и пријатељи журе да пронађу доктора, рекао: "Чекајте! Не дам да ми вадите ову стрелу пре него што дознам да ли је човек који ме је ранио ратник, свештеник, трговац или слуга. Не дам да ми вадите ову стрелу пре него што дознам како се зове и из којег је племена… је ли висок, низак или средњег раста… је ли тамнопут, смеђ или жут… из којег је села или града… да ли ме је устрелио из лука или из самострела… да ли је тетива на луку направљена од животињске или биљне тетиве, од кудеље или од коре дрвета… да ли је штап стреле грубо или фино обрађен… од чега су перца на стрели била направљена -– да ли од пера лешинара, гаврана, јастреба или роде… чиме је врх стреле био причвршћен – жилом вола, бивола, лава или мајмуна… и којег облика је био тај врх стреле, шиљаст, налик полумесецу, са крацима или рачваст.' Тај би човек, Малункјапута, пре умро него што би све то сазнао. 

## Будини одговори

### Настанак света
На крају, Буда је одговорио да свет настаје на основу шест чула: 
На основу ока и слике настаје свест о виђеном. Кад се ово троје нађе на окупу, настаје контакт. Из контакта као нужног услова следи осећај. Из осећаја као нужног услова следи жеђ. Из жеђи као нужног услова следи гориво. Из горива као нужног услова следи бивање. Из бивања као нужног услова следи рођење. Из рођења као нужног услова следе старост и смрт, јад, туга, бол, неспокојство и очајање. Тако настаје овај свет.— Буда
У наставку ове сутре, Буда исту формулу понавља и за остала чула. 

### Ум ослобођеног после смрти
Лутајући аскета Ваћа је покушао од Буде да добије јасан и недвосмислен одговор на питање шта се после смрти збива са умом оног који је ослобођен:
„Када је ум ослобођен, учитељу Готамо, где се он поново рађа?”
„Израз ‘поново се рађа’ није добар”.
„Онда се он не препорађа?”
„Израз ‘не препорађа се’ није добар”.
„Онда се он и препорађа и не препорађа?”
„Израз ‘и препорађа и не препорађа’ није добар.”
„Онда се он нити препорађа, нити не препорађа?”
„Израз ‘нити се препорађа, нити не препорађа’ није добар”.
Ваћа је након овога изразио озбиљну сумњу у Будино знање. Суочен са збуњеношћу Ваће, који резонује следећи законе симплицистичке логике (ако A није истинито, онда не-А мора бити истинито), Буда му је одговорио поређењем са ватром: 
„Замисли да пред тобом гори ватра. Да ли би знао: ‘Ово је ватра што преда мном гори’?”
„Знао бих”.
„Ако би те неко питао: ‘Та ватра што пред тобом гори, на основу чега она то гори?’ – шта би одговорио?”
„Одговорио бих: Ова ватра што преда мном гори, гори на основу траве и прућа.”
„Ако би онда та ватра пред тобом била угашена, да ли би знао: ‘Ова ватра преда мном је угашена’?”
„Знао бих”.
„А ако би те неко питао: ‘Пошто је та ватра пред тобом угашена, на коју страну је отишла: на исток, запад, север или на југ’?” – шта би одговорио?”
„То питање нема смисла. Ватра гори на основу горива које чине трава и грање. Када је оно потрошено, ако се не дода ново гориво, пошто више нема горива, она се сматра угашеном”.
На крају дијалога Буда поентира да исто важи и за судбину Татагате после смрти.

## Тумачења
Елијаде сматра да сва уверења која је Буда допуштао, ”у свом егземпларном неверовању у све метафизичко”, јесу негативна. Елијаде то описује као логичку крутост, сродну методи неких неопозитивиста, нарочито филозофа Лудвига Витгенштајна.
Према тумачењу Ковачевића, Буда одбија да одговара на таква питања из два разлога. Први је што трагање за одговорима на метафизичка питања, о којима је човечанство лупало главу током скоро читаве своје историје, покреће чиста знатижеља, потреба да изградимо задовољавајући појмовни систем. Но разлози Будиног подучавања нису теоријски већ практични: он указује на пут ослобађања од патње коју носе старост, болест и смрт. Следећи разлог јесте што ова питања извиру из погрешне претпоставке о постојању трајног сопства. Питање је ли свет коначан или није извире из претпоставке да постоји трајно ја, које стоји наспрам објективног света који га окружује, односно из претпоставке о дуалности сопства и света. Слично је са питањем да ли Татагата после смрти постоји или не, јер оно полази од претпоставке да Татагата заиста постоји као непромењиво сопство. А како је полазна претпоставка погрешна, ни питања која из ње извиру не могу бити исправна.